# Kolarstwo na Igrzyskach Panamerykańskich 2011
Kolarstwo na Igrzyskach Panamerykańskich 2015 odbywało się w dniach 15 - 22 października 2011 roku na czterech obiektach w Guadalajarze. Dwustu dwudziestu zawodników obojga płci rywalizowało łącznie w osiemnastu konkurencjach indywidualnych i drużynowych w czterech dyscyplinach.

## Podsumowanie

### Klasyfikacja medalowa
| Miejsce | Państwo             | Złoto | Srebro | Brąz | Razem |
| ------- | ------------------- | ----- | ------ | ---- | ----- |
| 1       | Kanada              | 7     | 2      | 4    | 13    |
| 2       | Wenezuela           | 5     | 3      | 0    | 8     |
| 3       | Stany Zjednoczone   | 2     | 3      | 2    | 7     |
| 4       | Kuba                | 2     | 2      | 3    | 7     |
| 5       | Kanada              | 1     | 1      | 2    | 4     |
| 6       | Antyle Holenderskie | 1     | 0      | 0    | 1     |
| 7       | Meksyk              | 0     | 3      | 1    | 4     |
| 8       | Chile               | 0     | 2      | 1    | 3     |
| 9       | Argentyna           | 0     | 1      | 4    | 5     |
| 10      | Salwador            | 0     | 1      | 0    | 1     |
| 11      | Trynidad i Tobago   | 0     | 0      | 1    | 1     |
| Razem   | Razem               | 18    | 18     | 18   | 54    |

### BMX
| Konkurencja | 1. miejsce    | 2. miejsce     | 3. miejsce     |           |
| Mężczyźni   | Mężczyźni     | Mężczyźni      | Mężczyźni      | Mężczyźni |
| ----------- | ------------- | -------------- | -------------- | --------- |
| Wyścig      | Connor Fields | Nicholas Long  | Andrés Jiménez |           |
| Kobiety     |               |                |                |           |
| Wyścig      | Mariana Pajón | Arielle Martin | Mariana Díaz   |           |

### Kolarstwo górskie
| Konkurencja   | 1. miejsce      | 2. miejsce     | 3. miejsce      |           |
| Mężczyźni     | Mężczyźni       | Mężczyźni      | Mężczyźni       | Mężczyźni |
| ------------- | --------------- | -------------- | --------------- | --------- |
| Cross-country | Héctor Páez     | Max Plaxton    | Jeremiah Bishop |           |
| Kobiety       |                 |                |                 |           |
| Cross-country | Heather Irmiger | Lorenza Morfin | Amanda Sin      |           |

### Kolarstwo szosowe
| Konkurencja                | 1. miejsce        | 2. miejsce      | 3. miejsce         |           |
| Mężczyźni                  | Mężczyźni         | Mężczyźni       | Mężczyźni          | Mężczyźni |
| -------------------------- | ----------------- | --------------- | ------------------ | --------- |
| Wyścig ze startu wspólnego | Marc de Maar      | Miguel Ubeto    | Arnold Alcolea     |           |
| Jazda indywidualna na czas | Marlon Pérez      | Matias Médici   | Carlos Oyarzún     |           |
| Kobiety                    |                   |                 |                    |           |
| Wyścig ze startu wspólnego | Arlenis Sierra    | Yumari González | Yudelmis Domínguez |           |
| Jazda indywidualna na czas | María Luisa Calle | Evelyn García   | Laura Brown        |           |

### Kolarstwo torowe
| Konkurencja                     | 1. miejsce                                                                  | 2. miejsce                                                                   | 3. miejsce                                                                        |           |
| Mężczyźni                       | Mężczyźni                                                                   | Mężczyźni                                                                    | Mężczyźni                                                                         | Mężczyźni |
| ------------------------------- | --------------------------------------------------------------------------- | ---------------------------------------------------------------------------- | --------------------------------------------------------------------------------- | --------- |
| Drużynowy wyścig na dochodzenie | Kolumbia · Juan Esteban Arango · Edwin Ávila · Arles Castro · Weimar Roldán | Chile · Antonio Cabrera · Gonzalo Miranda · Pablo Seisdedos · Luis Sepúlveda | Argentyna · Maximiliano Almada · Marcos Crespo · Walter Pérez · Eduardo Sepúlveda |           |
| Sprint                          | Hersony Canelón                                                             | Fabián Puerta                                                                | Njisane Phillip                                                                   |           |
| Sprint drużynowy                | Wenezuela · Hersony Canelón · César Marcano · Ángel Pulgar                  | Stany Zjednoczone · Michael Blatchford · Dean Tracy · James Watkins          | Kolumbia · Jonathan Marín · Fabián Puerta · Christian Tamayo                      |           |
| Keirin                          | Fabián Puerta                                                               | Hersony Canelón                                                              | Leandro Bottasso                                                                  |           |
| Omnium                          | Juan Esteban Arango                                                         | Luis Mansilla                                                                | Walter Pérez                                                                      |           |
| Kobiety                         |                                                                             |                                                                              |                                                                                   |           |
| Drużynowy wyścig na dochodzenie | Kanada · Laura Brown · Jasmin Glaesser · Stephanie Roorda                   | Kuba · Yumari González · Dalila Rodríguez · Yudelmis Domínguez               | Kolumbia · María Luisa Calle · Sérika Gulumá · Lorena Vargas                      |           |
| Sprint                          | Lisandra Guerra                                                             | Daniela Larreal                                                              | Diana García                                                                      |           |
| Sprint drużynowy                | Wenezuela · Daniela Larreal · Mariaesthela Vilera                           | Kolumbia · Diana García · Juliana Gaviria                                    | Meksyk · Nancy Contreras · Daniela Gaxiola                                        |           |
| Keirin                          | Daniela Larreal                                                             | Daniela Gaxiola                                                              | Dana Feiss                                                                        |           |
| Omnium                          | Angie González                                                              | Sofía Arreola                                                                | Marlies Mejías                                                                    |           |